# Joachim Mahn
Joachim „Jo“ Mahn (* 17. September 1963 in Gelsenkirchen) ist ein deutscher Hockeytrainer.

## Werdegang
Der in Krefeld aufgewachsene Mahn spielte beim Crefelder SV, dann beim Gladbacher HTC und Crefelder HTC. Mahn wurde 1981 deutscher Feldhockeymeister. Er wechselte 1986 als Spieler zum Club an der Alster nach Hamburg, wurde 1987 bei dem Verein auch als Trainer tätig und betreute als solcher die Alster-Damen. Mahn war Spielführer der Alster-Männer, 1988 wurde er als bester Spieler der Endrunde um die deutsche Hallenmeisterschaft ausgezeichnet. Ab 1993 spielte er bei den Hamburgern an der Seite seines Bruders Matthias. Joachim Mahn betrieb mit Christian Toetzke eine Veranstaltungs- und Vermarktungsagentur, die unter anderem im Hockeysport, Handball und Beachvolleyball tätig war.
1995 wurde er beim Club an der Alster als Spieler als Abgang vermeldet, ab Mai 1995 spielte er wieder. 1997 trat er beim Club an der Alster das Amt des Cheftrainers der Herrenmannschaft an, war zunächst auch weiter für die Damen zuständig und galt nach dem Abschied seines Vorgängers Martin Siebrecht bei den Herren zunächst nur als Aushilfslösung, blieb dann aber fast 20 Jahre im Amt. Mahn führte den Club an der Alster 1999, 2001, 2003, 2004, 2007, 2008 und 2011 zum Gewinn der deutschen Freiluftmeisterschaft sowie 2004 und 2011 zum deutschen Hallenmeistertitel. 2000 und 2002 gewann die Mannschaft unter Mahn als Trainer den europäischen Vereinswettbewerb EuroHockey Club Champions Cup sowie 2004 und 2012 den Halleneuropapokal.
2016 endete Mahn Amtszeit als Cheftrainer der Alster-Männer. Er war in anderer Rolle für den Verein tätig, wurde Sportlicher Leiter und arbeitete im Nachwuchsbereich als Trainer weiter. In der Hallensaison 2018/19 war Mahn dann zusätzlich wieder Cheftrainer der Mannschaft und führte den Club an der Alster zum Gewinn des deutschen Meistertitels, ehe er das Amt im selben Jahr an Sebastian Biederlack abgab und sich seinen übrigen Aufgaben bei dem Hamburger Verein widmete. Zeitweise war Mahn unter Biederlack auch Co-Trainer der Alster-Männer.